# Саласар, Карлос Энрике
Карлос Энрике Саласар (исп. Carlos Enrique Salazar, годы жизни неизвестны) — гватемальский шахматист.
Чемпион Гватемалы 1941, 1943 и 1944 гг.
В составе сборной Гватемалы участник шахматной олимпиады 1939 г. В этом соревновании он выступал на 4-й доске. В 15 партиях Саласар набрал 6 очков: победил Й. Аустбьё (Норвегия), А. Хелмана (Канада), Л. Савалу (Боливия), М. Суареса Давилу (Эквадор), сыграл вничью с М. Раухом (Палестина), Ф. Планасом (Куба), А. Апонте (Парагвай) и У. Нэшем (Ирландия).